# 黑人
黑人(拼音: hēirén,字義通り黒人の意)は、ニューヨークを拠点とする多国籍企業コルゲート・パーモリーブ傘下のホウリー&ヘイゼルがDarkie（のちにDarlie）の英語名で販売している歯磨き粉である。アジアでは2010年代以降もこの商品名のまま発売されている。
もともとこの歯磨き粉は、1933年に上海で設立されたホウリー&ヘイゼル・ケミカル・カンパニー(好來化工)が発売を開始した商品である。1985年にコルゲート・パーモリーブが同社の株式50%を取得し、傘下企業とした。

## ネーミング
黑人という商品名にあてられていた英語であるDarkieは、特にイギリスやアメリカ、カナダなどでは黒人を意味する侮蔑的な表現である。商品パッケージには目を見開いて笑う黒い肌の男性キャラクターが描かれ、さらにシルクハットと片めがね、ボウタイという衣装のため、容易にミンストレル・ショーを連想させる。
実際、ホウリー＆ヘイゼルによる黑人の商品パッケージは、アメリカの歌手で俳優のアル・ジョンソンのパロディだった。アル・ジョンソンはミンストレル・ショーに出演し、その黒塗りの顔によるパフォーマンスで人気を博した。彼の白い歯も、黑人のブランディングやロゴデザインのアイディアにつながった。1985年にコルゲート・パーモリーブがホウリー＆ヘイゼルを買収すると、この商品名にはたいへんな批判の声があがり、1989年に同社の最高経営責任者ルーベン・マークが陳謝するとともにこの歯磨き粉の英語名をDarlieに変更した。パッケージ・デザインも変更され、誤解を避けるためにシルクハットをかぶった人種的にあいまいな男性キャラクターとなった。しかし中国では、商品名の存続を消費者に訴える「黑人牙膏は、黑人牙膏のままです」という広告キャンペーンまで行われ、実際にこの商品名のまま発売中止になることはなかった（その後もホウリー＆ヘイゼルは、類似したロゴと「黒人」という商品名を使用して歯磨き粉を発売したとして深圳市の企業を訴え、勝訴している）。

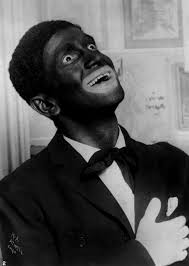
黑人のブランディングに影響を与えたアル・ジョンソン

アジアではこの歯磨き粉の名前が侮蔑的だとは受けとられなかったため、コルゲート・パーモリーブは中国、台湾、インドネシア、マレーシア、シンガポール、ベトナム、タイなどでは販売を続けた。一方で同社はこの商品はアジア以外では販売しないともアナウンスしている。
2020年、ジョージ・フロイドの死をきっかけとして、黒人をロゴやイメージにしたブランドが「人種的ステレオタイプ」との批判を受けて見直しが相次ぐ中、コルゲート・パーモリーブは中国語名とロゴを見直すことを明らかにした。
2022年3月より、中国語ブランド名を「黒人」から、創業時の社名である「好来」に改称する予定（英字ブランドはそのまま）。
黑人は2004年のモキュメンタリー映画『CSA: Confederate States of America』(「CSA ～南北戦争で南軍が勝ってたら？」)にも登場する。作中の改変された歴史に登場するフィクションのブランドのはずが、エンドクレジットで実際の商品だということがわかるのである。

## 商品
黑人の本来のフレーバーはミントのみで、ほかのフレーバーは子供向けの商品ラインアップである。
1989年の時点で、黑人は台湾市場では75%のシェアを、シンガポールでは50%、マレーシアと香港では30%、台湾では20%のシェアをそれぞれ持っていた。